# Lac Erevanian
« Lac Erevan » redirige ici. Pour les autres significations, voir Erevan.
Le lac Erevanian (en arménien Երեվանյան լիճ) ou lac Erevan (Երևանի լիճ) est un lac de barrage situé dans le quartier de Shengavit au Sud-Ouest d'Erevan, la capitale de l'Arménie. Il est situé sur le cours de la rivière Hrazdan.
Au nord du lac, sur le cours de la rivière Hrazdan, se trouve le pont Rouge, le seul accès à la ville par le sud-ouest jusqu'en 1945, année de la construction du pont de la Victoire plus en amont. L'ambassade des États-Unis s'élève sur la rive nord du lac, le long de l'autoroute M5 qui relie la capitale à son aéroport.